# Zlatá Stoka
Zlatá Stoka är ett vattendrag i Tjeckien.   Det ligger i regionen Södra Böhmen, i den centrala delen av landet, 110 km söder om huvudstaden Prag. Zlatá Stoka ligger vid sjöarna  Švarzenberg och Horusický Rybník.